# Pave the Way Foundation
Pave the Way Foundation (PTWF) è una associazione statunitense religiosamente neutrale che si propone di cercare, individuare e contribuire ad eliminare gli ostacoli non-teologici che si infiltrano fra le religioni e la libera ricerca e impediscono la loro reciproca comprensione e collaborazione. È stata fondata dallo statunitense industriale ebreo Gary Krupp nel 2003.
Come primo impegno e modello di lavoro secondo le finalità statutarie, Pave the Way Foundation, il cui significato suona “costruire la via”, ha operato, e finanziato, una stringata ricerca per vedere se davvero Pio XII è stato il “papa di Hitler” o se tutto questo è diventato uno stereotipo. Alla fine a Pave the Way Foundation apparve che si tratti davvero di uno stereotipo che sconfina anche in ambienti meno esposti al pregiudizio fino a quando non si procede con metodo scientifico.

## Caratteristiche, riconoscimenti e attività del PTWF
Il fondatore dell'associazione, nell'occasione di una consulenza e di un concreto contributo per una fornitura di apparecchi sanitari alla “Casa Sollievo della Sofferenza" di Padre Pio da Pietrelcina in San Giovanni Rotondo, fu insignito del titolo di “Cavaliere Commendatore dell'Ordine di San Gregorio Magno per iniziativa di papa Giovanni Paolo II (il 2 settembre 2006). Secondo cultori di araldica, Gary Grupp è il settimo ebreo che viene insignito di questa onorificenza. L'onorificenza è stata assegnata anche perché, come dice la motivazione, l'associazione ha come fine la mutua comprensione tra le religioni e culture, finalità non dissimile da quelle svolte a livello internazionale dalla stessa Chiesa Cattolica.
PTWF promosse e promuove incontri culturali e dialoghi, a tutti i livelli, su determinati temi culturali e politici, tra ambienti ebraici e ambienti cattolici procedendo sempre secondo il moto "Embrace the Similarities - Savor the Differences (Condividi le somiglianze – assapora le differenze)”.
PTWF più volte si è fatta promotrice di collette tra gli ebrei statunitensi per soccorrere palestinesi messi in difficoltà dalla politica di Israele verso i territori occupati.
PTWF ideò e promosse convegni, ricavandone poi un prontuario di etichetta, di guide turistiche e persone della sicurezza israeliane per fornire loro adeguata formazione circa i “Luoghi Santi” intorno ai quali pellegrini o turisti chiedono informazioni visitando Gerusalemme. Accadeva che, questi, rimanessero senza risposta, un po' per disinteresse un po' per mancanza di simpatia nel personale interpellato. I risultati ebbero il riconoscimento e il plauso delle organizzazioni cristiane che li constatarono.
PTWF, che agisce anche come intermediario nelle sfere alte della politica, si attivò per avviare a soluzione la definizione dello statuto giuridico degli enti cattolici in Israele; e intervenne con successo quando la delegazione israeliana interruppe bruscamente il dialogo con quella della Santa Sede: Gary Grupp riuscì ad ottenere l'appoggio di eminenti ebrei dello Stato di Israele per evitare il peggio.  L'efficacia dell'azione della Fondazione si vide anche quando il personale dirigente delle chiese cristiane presenti in Israele abbisognava di permessi di lunga durata perché quelli turistici erano inadeguati.
Al PTWF si deve anche se il papa Giovanni Paolo secondo, allora in visita ai Luoghi Santi, poté incontrare (18 maggio 2005) in Israele una rappresentanza di 168 eminenti ebrei i quali – si disse allora con una punta di compiaciuto folklore – ascoltarono un papa “seduto”. Forse in margine a questo incontro si cominciò a parlare, come poi si realizzò, di un reciproco prestito di manoscritti: nel settembre dello stesso anno, dalla Biblioteca Vaticana veleggiò verso Israele la pergamena del manoscritto di Maimonide; allora anche si parlò della disponibilità delle autorità israeliane a cedere alla Libreria Editrice Vaticana, tramite acquirente sconosciuto, il papiro Bodmer contenenti apocrifi del Nuovo Testamento. "Pope calls for more understanding" 1-18-2005, USA Today
PTWF contribuì, operando in varie maniere, alla digitalizzazione dell'Archivio della Custodia de Terra Santa per la conservazione di documenti di sette secoli di storia e per la loro consultazione per via telematica.
L'efficacia dei buoni uffici del PTWF fu, con riconoscenza, riconosciuta dal nuovo eletto Patriarca Ortodosso di Gerusalemme, Teodoro III, quando questi poté vedere superati gli ingarbugliati rapporti con Israele e Giordania e prendere possesso del suo ufficio in Gerusalemme.
Nel caso di Richard Williamson (il vescovo scismatico che negava l'Olocausto) PTWF ovviamente disapprovò, facendo notare che, riguardo l'atteggiamento di fronte all'antisemitismo, la giusta posizione è quella della Costituzione “Nostra Aetate” del Concilio Vaticano II, in cui l'antisemitismo è dichiarato “peccato”.

## Pio XII e gli ebrei perseguitati dal nazismo
PTWF dapprima si impegnò per la digitalizzazione dei documenti riguardanti Pio XII e gli ebrei durante la seconda guerra mondiale conservati presso gli archivi vaticani perché siano in perenne visione per ricercatori..
A settembre del 2008, promosse e sponsorizzò un simposio internazionale in Roma, indirizzato principalmente ad ebrei e cattolici, con lo scopo di riconsiderare, in base a nuovi documenti nel frattempo emersi, l'atteggiamento e la condotta di Pio XII a volte accusato di colpevole silenzio. Il simposio, cui parteciparono circa un centinaio di qualificate persone con diversi contributi, ebbe vasta eco in Vaticano: Benedetto XVI in una successiva udienza, applaudendo l'iniziativa, trovò occasione per rilevare la indefessa azione caritativa di Pio XII verso gli ebrei.

Secondo la Pave the Way Foundation , Pio XII avrebbe impegnato una rete di contatti formata da  mons. Maurilio Silvani, nunzio apostolico ad Haiti dal 1939 al 1946, e da mons. Giovanni Ferrofino, suo segretario personale e particolare. Ferrofino riceveva i telegrammi criptati del Pontefice almeno due volte l'anno, procurandosi i visti di ingresso per gli ebrei dal generale Rafael Trujillo, allora Presidente della Repubblica Domenicana.
In quella occasione ci furono persone che spinsero per la beatificazione di Pio XII, ma non mancò anche chi invitò Gary Grupp a non lasciarsi strumentalizzare in questa causa che potrebbe raffreddare i rapporti tra Vaticano e Israele.

## Critiche e prese di distanza dal Pave the Way Foundation
Ambienti giudaici e anche qualche voce del mondo cattolico (il quale tuttavia consente con l'intento di riabilitare l'azione in favore degli ebrei da parte di Pio XII) hanno criticato l'eccessivo entusiasmo di Gary Grupp sottolineando in generale la poca competenza storica del gruppo Pave the Way Foundation].
In particolare, ambienti giudaici hanno giudicato poco convincenti i documenti presentati, o riusati, in difesa di Pio XII, qualcuno anzi ha accusato il PTWF di fare opera di disinformazione.
Da parte cattolica, John T. Pawlikowski, sacerdote cattolico membro del consiglio del “Holocaust Memorial” e professore di etica sociale presso Catholic Theological Union de Chicago, disse che “il Vaticano si scredita da solo mostrando di apprezzare gli studi prodotti dalla Fondazione Pave the way”